# ستار تيفي (شبكة قنوات آسيوية)
ستار تيفي هي شبكة قنوات تلفزيونية آسيوية تملكها تونتيث سينتشوري فوكس، وهي جزء من شركة والت ديزني. يقع مقرها في مومباي.